# Musique libyenne

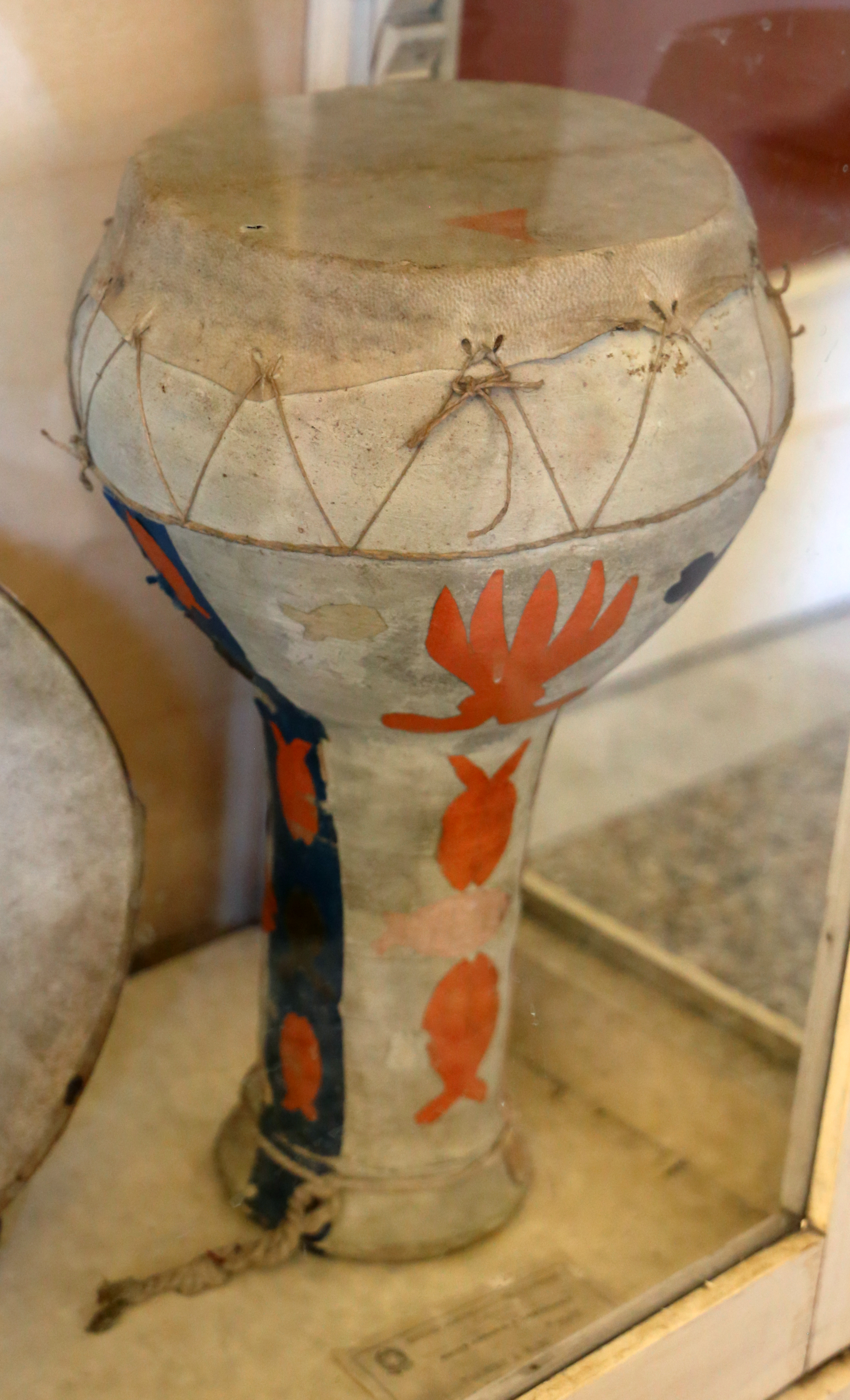
Instrument de la musique libyenne

La musique libyenne est la musique que l'on retrouve en Libye, en Afrique du Nord. Il existe plusieurs types de musique populaires en Libye telles que la musique arabe classique, la musique arabo-andalouse (ma'louf, nouba, merskawi), la musique amazighe (notamment pratiquée par les Infoussen, les At Willoul et les Touaregs), etc.
Dans la capitale libyenne, l’émergence d’un nombre de šeiḫs a joué un rôle très essentiel dans l’évolution de la musique libyenne et dans la transmission d’un patrimoine musical de génération en génération.
La musique libyenne est très introvertie et n'est que timidement connue de l'extérieur.
La télévision libyenne diffuse largement la musique libyenne traditionnelle, et le folklore touareg est très populaire à Ghadamès et dans le sud du pays,.
Certains des genres majeurs de la musique moderne et contemporaine libyenne incluent des éléments de pratiques religieuses syncrétiques, qui sont souvent repris dans les mariages.
Parmi les chanteurs libyens qui ont eu une influence considérable dans divers champs de la musique libyenne, on peut citer Nasser El Mizdawi, Ahmed Fakroun, Hamid Al Shaeri, Cheb Jilani, Ayman Alatar et Fuad Gritli.

## Genre musicaux

### Le chant tripolitain
Dans le chant tripolitain, le style d’un compositeur comprend ainsi un caractère méthodologique à travers les indications de sa carrière musicale et les genres musicaux qui l’ont influencé, mais la tendance, chez un compositeur à utiliser les modes (maqāmāt) et les modes rythmiques libyens, reflète soit son apparence à la vieille génération de compositeurs, soit l’intérêt qu’il porte à l’école musicale égyptienne. Si la vieille génération de compositeurs avait acquis la majeure partie de sa carrière musicale dans un contexte encore adéquat au bon apprentissage de la musique libyenne, alors très répandue, tandis que la nouvelle génération ne fait que subir les effets d’une tactique audiovisuelle qui menace de plus en plus la survivance de la spécificité artistique libyenne. En conséquence, les medias ont créé une atmosphère musicale qui oblige les musiciens et le public à suivre le style égyptien en gardant la spécificité artistique de la chanson libyenne comprenant le dialecte et les modes rythmiques locaux. Cela ne permet pas d’acquérir un minimum d’expérience musicale à nuance purement libyenne. Cela confirme qu’avant l’arrivée de la télévision en 1968, les compositeurs tripolitains composent leurs chansons sur un thème répété jusqu’à la fin de chanson qui représente soit l’introduction, le chant, le refrain et le couplet, soit une phrase rythmique « ostinato », le chant, le refrain et le couplet. Ceci explique que le compositeur s’est appuyé sur les airs populaires accompagnés par des instruments populaires de cinq ou six notes afin de composer une chanson proprement dite libyenne.

### Musique berbère libyenne
Il existe en Libye une pratique ancienne de musique traditionnelle berbère.
Des chanteurs berbères libyens ont modernisé la musique berbère en produisant des chansons modernes. On retrouve ainsi divers chanteurs tels le populaire Abdullah Ashini, la chanteuse Dania Ben Sassi, etc. 
De nombreux chanteurs berbères libyens ont fui ou exercé leur art hors régime de Kadhafi afin de pouvoir exercer leur métier loin de l'oppression politique qu'ont subi les populations berbérophones libyennes. C'est par exemple le cas du chanteur Abdullah Ashini. 